# Келноть
Келноть — река в России, протекает по Некрасовскому району Ярославской области. Вытекает из озера Великое и через 8,4 км впадает в Волгу (Горьковское водохранилище) в 2568 км по левому берегу от её устья В среднем течении по левому берегу реки расположены сельские населённые пункты: Петропавловское, Ученжа, Кресцово..

## Данные водного реестра
По данным государственного водного реестра России относится к Верхневолжскому бассейновому округу, водохозяйственный участок реки — Волга от Рыбинского гидроузла до города Кострома, без реки Кострома от истока до водомерного поста у деревни Исады, речной подбассейн реки — Волга ниже Рыбинского водохранилища до впадения Оки. Речной бассейн реки — (Верхняя) Волга до Куйбышевского водохранилища (без бассейна Оки).
Код объекта в государственном водном реестре — 08010300212110000011467.